# Подляшское воеводство
Подля́шское воево́дство (лат. Palatinatus Podlachiae, пол. Województwo podlaskie) — административно-территориальная единица в составе Великого княжества Литовского до 1569 года и Малопольской провинции Королевства Польского до 1795 года. Центром воеводства был город Дорогичин Надбужский (Дрохичин).

## Описание
Традиционно указывается, что Подляшское воеводство было выделено из состава Трокского воеводства в 1520 году, хотя Иван Сапега получил от великого князя Сигизмунда I привилей на «воеводство подляшское и берестейское» ещё 29 августа 1513 года. После смерти Ивана Сапеги в 1517 году воеводство, вероятно, снова оказалось подчинено Трокам до назначения нового воеводы в 1520 году.
После того, как в ходе административной реформы 1565—1566 годов из состава воеводства было выделено Берестейское воеводство, Подляшское воеводство состояло из Дрогичинского, Мельникского и Бельского с центром в Брянске поветов. В 1569 году согласно акту Люблинской унии, воеводство вошло в состав Королевства Польского. По третьему разделу Речи Посполитой 1795 года вошло в состав Пруссии. В 1807 году по Тильзитскому миру территория воеводства перешла к России.